# Urząd Morski w Słupsku
Urząd Morski w Słupsku – były urząd morski w Polsce, będący terenowym organem administracji morskiej, obejmujący obszarem działania porty, przystanie morskie i pas nadbrzeżny środkowego wybrzeża Rzeczypospolitej Polskiej. Zniesiony z dniem 1 kwietnia 2020 roku. Po likwidacji obszar na zachód od Ustki przeszedł w kompetencje Urzędu Morskiego w Szczecinie, a na wschód od Ustki oraz port Ustka w kompetencje Urzędu Morskiego w Gdyni. W Słupsku zostały utworzone: 
- Delegatura Urzędu Morskiego w Gdyni, przy ul. J. U. Niemcewicza 15A
- Oddział Urzędu Morskiego w Szczecinie, przy al. H. Sienkiewicza 18.

## Informacje ogólne
Terytorialny zasięg kompetencji Urzędu Morskiego w Słupsku obejmował odcinek wybrzeża morskiego w granicach powiatów: lęborskiego, słupskiego, sławieńskiego, koszalińskiego i kołobrzeskiego oraz akweny morza terytorialnego i polskiej wyłącznej strefy ekonomicznej Morza Bałtyckiego w granicach południków wyznaczających powyższy odcinek wybrzeża.
Siedzibą urzędu był budynek przy al. H. Sienkiewicza 18 w Słupsku.

## Administracja
Urząd zarządzał pięcioma portami morskimi: Dźwirzyno, Kołobrzeg, Łeba, Rowy, Ustka, pięcioma przystaniami morskimi w miejscowościach: Chłopy, Dąbki, Jarosławiec, Unieście, Ustronie Morskie oraz administrował sześcioma latarniami morskimi: Kołobrzeg, Gąski, Darłowo, Jarosławiec, Ustka, Czołpino.

### Obwody Ochrony Wybrzeża
- Ustronie Morskie
- Darłowo
- Ustka
- Łeba

## Historia
Urząd Morski w Słupsku formalnie powołano rozporządzeniem Ministra Żeglugi z dnia 15 maja 1951 roku jako Koszaliński Urząd Morski. Faktycznie urząd powołany został zarządzeniem Ministra Żeglugi nr 96 z dnia 22 maja 1954 roku w sprawie połączenia urzędów morskich z morskimi urzędami rybackimi. Zarządzenie ustaliło siedzibę Koszalińskiego Urzędu Morskiego na Słupsk. Zmiana ta podyktowana była prawdopodobnie faktem istnienia w Słupsku Morskiego Urzędu Rybackiego z zapleczem biurowym i fachowcami. Urząd rozpoczął działalność z dniem 1 lipca 1954 roku po przejęciu od Szczecińskiego Urzędu Morskiego wszystkich spraw należących do jego właściwości terytorialnej dla województwa koszalińskiego. Zarządzenie Ministra Żeglugi z 21 marca 1955 roku utworzyło Koszaliński Urząd Morski z siedzibą w Słupsku, w którego skład wchodziły wówczas kapitanaty portów Ustka, Darłowo i Kołobrzeg. Szereg zmian w organizacji i funkcjonowaniu terenowych organów władzy i administracji spowodowało wprowadzenie z dniem 1 czerwca 1975 roku nowego podziału administracyjnego państwa. Na podstawie Zarządzenia nr 75 Ministra Handlu Zagranicznego i Gospodarki Morskiej z dnia 1 sierpnia 1975 roku dotychczasowa nazwa „Koszaliński Urząd Morski” zmieniona została na „Urząd Morski w Słupsku”. 
Od 1995 roku w ramach Urzędu Morskiego w Słupsku działa Centrum Dyspozycyjno-Kontrolne Administracji Morskiej w Ustce. Jest to jeden z wydziałów Urzędu Morskiego w Słupsku a jednocześnie jedyna taka jednostka na całym polskim wybrzeżu mająca za zadanie koordynację działań kontrolnych wszystkich trzech polskich urzędów morskich.
W końcu 2019 Ministerstwo Gospodarki Morskiej przedstawiło projekt likwidacji urzędu w Słupsku, będącego pracodawcą dla ok. 400 osób. W styczniu 2020 minister gospodarki morskiej podjął decyzję o likwidacji urzędu z dniem 1 kwietnia 2020 roku.